# Guldsmaragd
Guldsmaragd (Hylocharis chrysura) är en fågel i familjen kolibrier.

## Utseende
Guldsmaragden är en medelstor kolibri med lång och rak näbb som är röd med svart spets. Fjäderdräkten kan verka förvånansvärt alldaglig. I rätt ljus syns dock guldgrönt på rygg och bröst, medan stjärten är bronsfärgad. Könen är lika.

## Utbredning och systematik
Fågeln förekommer från Bolivia till Paraguay, Uruguay, sydöstra Brasilien och norra Argentina. Den behandlas som monotypisk, det vill säga att den inte delas in i några underarter.

## Levnadssätt
Guldsmaragden hittas i skogsbryn, öppen skog och plantage. Den kan också ses besöka kolibrimatningar.

## Status och hot
Arten har ett stort utbredningsområde och tros öka i antal. Internationella naturvårdsunionen IUCN listar den därför som livskraftig (LC).

## Bilder

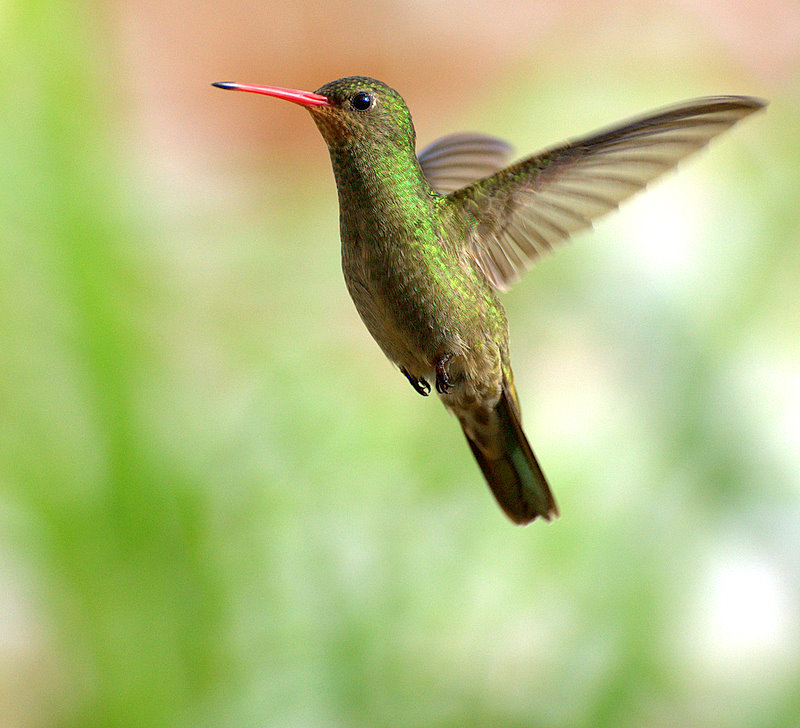
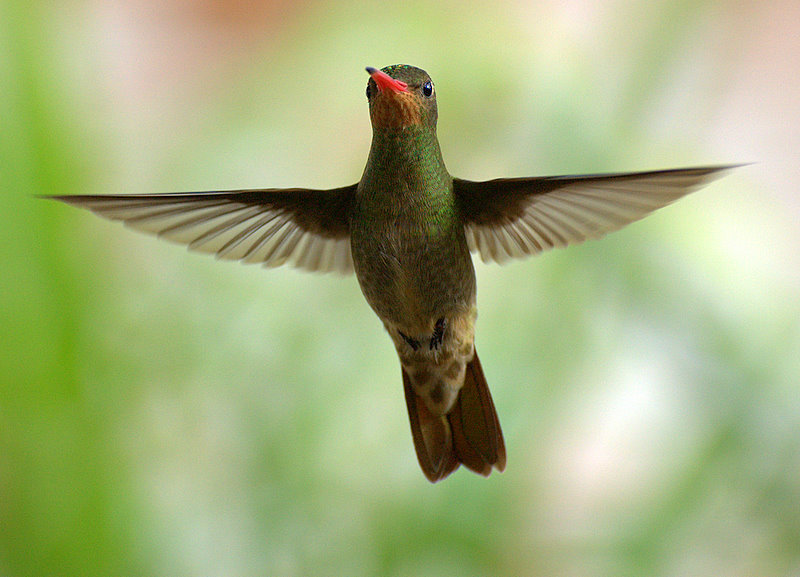